# Juniorvärldsmästerskapen i skidorientering
Juniorvärldsmästerskapen i skidorientering är skidorienteringens juniorvärldsmästerskap. Tävlingarna hade premiär 1994.

## Tävlingar
| År   | Datum                 | Plats                                  |
| ---- | --------------------- | -------------------------------------- |
| 1994 |                       | Rovaniemi, Finland                     |
| 1996 | 5-12 februari         | Banská Bystrica/Donovaly, Slovakien    |
| 1998 |                       | Velogozh, Ryssland                     |
| 1999 | 1-7 mars              | Jundola, Bulgarien                     |
| 2000 | 31 januari-6 februari | Banská Bystrica, Slovakien             |
| 2001 | 11-18 februari        | Trentino, Italien                      |
| 2002 | 27 januari-3 februari | Jablonec nad Nisou/Harrachov, Tjeckien |
| 2003 | 17-23 februari        | Sankt Petersburg, Ryssland             |
| 2004 | 19-25 januari         | Vuokatti, Finland                      |
| 2005 | 23-29 januari         | S-chanf, Schweiz                       |
| 2006 | 20-27 februari        | Ivanovo, Ryssland                      |
| 2007 | 11-18 februari        | Salzburg, Österrike                    |
| 2008 | 11-18 februari        | Dospat, Bulgarien                      |
| 2009 | 25 januari-1 februari | Dalarna, Sverige                       |
| 2010 | 8-15 februari         | Miercurea Ciuc, Rumänien               |
| 2011 | 31 januari-6 februari | Lillehammer, Norge                     |
| 2012 | 20-26 februari        | Sumy, Ukraina                          |
| 2013 | 11-18 februari        | Madona, Lettland                       |
| 2014 | 18-23 februari        | Põlva, Estland                         |
| 2015 | 9-15 februari         | Hamar/Løten, Norge                     |
| 2016 | 11-18 februari        | Obertilliach, Tyrolen, Österrike       |

### Fotnoter
1. ↑  ”Junior World Ski Orienteering Championships” (på engelska). Internationella orienteringsförbundet. Arkiverad från originalet den 6 mars 2013. https://web.archive.org/web/20130306033917/http://orienteering.org/calendarresults/ski-orienteering/junior-world-orienteering-championships/. Läst 8 november 2015.